# 阿哈龙·哈利瓦

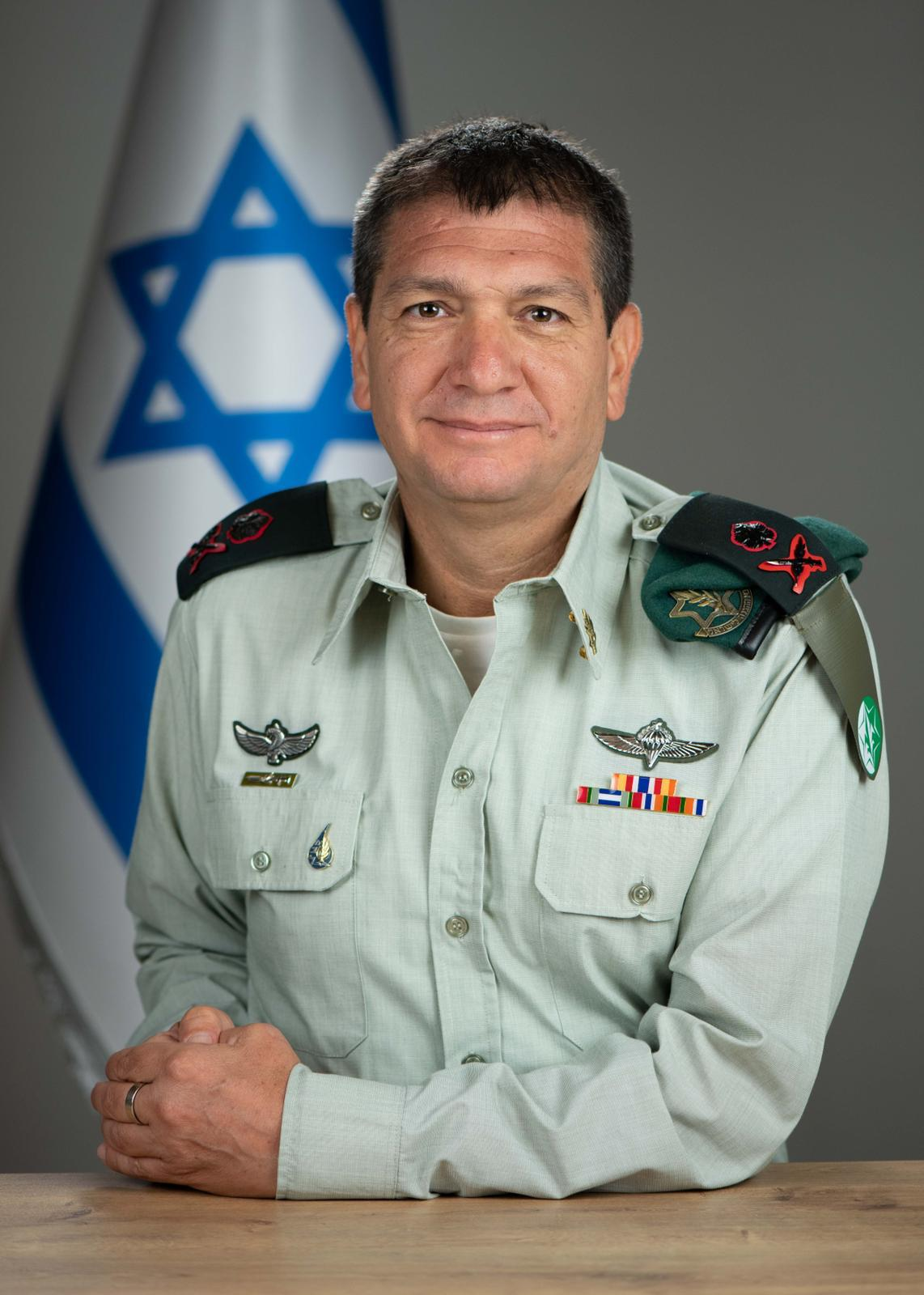
阿哈龙·哈利瓦

阿哈龙·哈利瓦 （希伯來語：‎，1967年10月12日—）是一位以色列少将，曾是以色列军事情报局負責人。 2024年4月22日，阿哈龙·哈利瓦宣佈辞职。

## 生平
哈利瓦的父母生于摩洛哥梅克内斯，阿哈龙·哈利瓦在海法出生，并在當地长大。1985年，哈利瓦应征入伍，成為以色列国防军的一員。  他後來擔任第35傘兵旅旅長。 
2021年10月5日，他出任以色列军事情报局局長。 
2023年10月7日早上，哈馬斯發動阿克薩洪水行動，不過就在袭击发生當天的前一天晚上，阿哈龙·哈利瓦收到了一些有关哈马斯异常活动的信息，但他估计这只是一次演习，所以他建议等到第二天早上以色列方面再采取行动。結果约有1,400名以色列士兵和平民在阿克薩洪水行動中丧生。 
2023年10月17日，阿哈龙·哈利瓦表示自己未能就哈馬斯的襲擊及時向以色列方面作出警告，他表示自己對此次失誤負有全部责任。
2024年4月22日，他宣佈不再擔任以色列军事情报局局长這一職務。 

## 个人生活
哈利瓦已再婚，育有五个孩子，其中两个为前妻所生。他拥有巴伊兰大学社会科学学士学位和海法大学社会科学硕士学位。